# بابارودا جنوبی دو
بابارودا جنوبی دو (به لاتین: Babarenda South II) یک منطقهٔ مسکونی در سری‌لانکا است که در استان جنوبی (سری‌لانکا) واقع شده‌است.